# Lopakodók: Újratöltve
A Lopakodók: Újratöltve (eredeti cím: Sniper: Reloaded) 2011-es dél-afrikai akciófilm, melyet Claudio Fäh rendezett. A főszereplők Chad Michael Collins, Billy Zane és Richard Sammel. Ez a negyedik része a Lopakodók filmsorozatnak, valamint a Lopakodók 3. folytatása. Elkészítették a film következő részét is, Lopakodók: Örökség címmel, melyet 2014-ben mutattak be. Ez az első olyan Lopakodók film, melyben nem szerepel Thomas Beckett karakterét megformáló Tom Berenger. Helyette a fia, Brandon vette át a helyét.
A film 2011. április 26-án került kiadásra DVD-n.

## Cselekmény
A tengerészgyalogos Brandon Beckett őrmester (Collins), az előző Lopakodó főszereplője, Thomas Beckett (Tom Berenger) helyét veszi át, és folytatja az apja saját küldetését. A Kongói Demokratikus Köztársaságban az ENSZ-hadseregekkel együttműködve, Brandon Beckett megbízást kap; meg kell mentenie egy európai gazdálkodót, Jean van Bruntot (Rob Fruithoff) az ellenséges lázadóterület közepéről. Amikor Brandon és az emberei megérkeznek a farmra, egy titokzatos mesterlövész támad rájuk, aki súlyosan megsebesíti Beckettet és megöl mindenkit.
Az apja korábbi tanítványának segítségével, a mesterlövész-oktató Richard Miller-el (Billy Zane), valamint az ENSZ hadnagyával, Ellen Abramowitz-al együtt Beckett személyes hadjáratra indul, hogy megbosszulja a csapat tagjainak halálát.
A film csúcspontjában Beckett megtudja a mesterlövész identitását, aki nem más, mint az ex-tengerészgyalogos Vincent "Az olasz" Masiello (Justin Strydom); egykor Miller tanítványa volt, és mostanra az ENSZ ezredesének, Ralf Jäger (Richard Sammel) parancsnoksága szerint cselekszik, hogy felfedezze a fegyverkereskedelemmel foglalkozó összeesküvést, amely folyamatosan fegyvert szállít a polgárháború mindkét oldalára. A titokzatos mesterlövészt végül Brandon megöli. Röviddel Jäger elfogása után, Beckett munkát ajánl Miller számára különleges erőknél, mint őrnagy.

## Szereplők
| Szereplő                    | Színész              | Magyar hang        |
| --------------------------- | -------------------- | ------------------ |
| Brandon Beckett őrmester    | Chad Michael Collins | Papp Dániel        |
| Richard Miller              | Billy Zane           | László Zsolt       |
| Ralf Jäger ezredes          | Richard Sammel       | Rosta Sándor       |
| Martin Chandler             | Patrick Lyster       | Szersén Gyula      |
| Ellen Abramowitz hadnagy    | Annabel Wright       | Pikali Gerda       |
| Kelli van Brunt             | Kayla Privett        | Czető Zsanett      |
| Vincent "Az olasz" Masiello | Justin Strydom       | Dankó István       |
| Jean van Brunt              | Rob Fruithoff        | ?                  |
| Sporo Ngoba kapitány        | Khulum M. Skenjana   | Ifj. Jászai László |